# 꼴 (만화)
꼴은 허영만의 2005년 만화이다. 내용은 관상학 전반을 다루고 있다. 특히 마의관상을 주로 참고하여 다룬다. 

## 등장인물
- 마수걸이 : 본작의 주인공. 항상 썬캡을 쓰고 나타난다. 신기원 관장은 그의 선캡을 벗은 본 모습을 보기를 원한다. 작중에서 신기원 관장과 함께 관상을 공부한다.
- 고정란 : 출판사에서 파견 나온 직원.
- 신기원 : 모델은 실제 관상가 신기원. 작중에서 마수걸이를 가르치는 역할로 나온다.
- 허영만 : 작가 본인. 작가가 하는 말은 마수걸이라는 캐릭터가 대신한다. 그러나 가끔식 나와서 말을 하기도 한다.
- 신기원의 아내 : 뚱뚱한 외모의 아줌마. 신기원이 자주 말 실수를 해 문전박대를 하기도 한다.

### 단역
- 송배 : 작품 칸 사이에서 술을 마신 친구를 들어다주는 역할로 나온다.